# جام بین قاره‌ای فوتبال ساحلی
جام بین قاره‌ای فوتبال ساحلی یک مسابقه بین‌المللی است که در حال حاضر در شهر ابوظبی واقع در کشور امارات برگزار می‌شود. این مسابقه هر سال، یکبار برگزار می‌شود.

## نتایج
| سال         | میزبان            | دیدار پایانی | دیدار پایانی | دیدار پایانی | رده‌بندی  | رده‌بندی               | رده‌بندی    |
| سال         | میزبان            | قهرمان       | گل‌زده        | نایب قهرمان  | مقام سوم | گل‌زده                 | مقام چهارم |
| ----------- | ----------------- | ------------ | ------------ | ------------ | -------- | --------------------- | ---------- |
| ۲۰۱۱ جزئیات | امارات متحده عربی | روسیه        | ۵ – ۴ (و.ا)  | برزیل        | سوئیس    | ۴ – ۴ (و.ا) ۱ – ۰ (پ) | امارات     |
| ۲۰۱۲ جزئیات | امارات متحده عربی | روسیه        | ۷ – ۴        | برزیل        | امارات   | ۸ – ۷ (و.ا)           | نیجریه     |
| ۲۰۱۳ جزئیات | امارات متحده عربی | ایران        | ۴ – ۳        | روسیه        | امارات   | ۸ – ۷                 | سوئیس      |
| ۲۰۱۴ جزئیات | امارات متحده عربی | برزیل        | ۳ – ۲ (و.ا)  | روسیه        | پرتغال   | ۳ – ۰                 | ایران      |
| ۲۰۱۵ جزئیات | امارات متحده عربی | روسیه        | ۵ – ۲        | تاهیتی       | ایران    | ۲ – ۲ (و.ا) ۳ – ۲ (پ) | مصر        |
| ۲۰۱۶ جزئیات | امارات متحده عربی | برزیل        | ۶ – ۲        | ایران        | روسیه    | ۴ – ۳                 | تاهیتی     |
| ۲۰۱۷ جزئیات | امارات متحده عربی | برزیل        | ۲ – ۰        | پرتغال       | ایران    | ۴ – ۲                 | روسیه      |
| ۲۰۱۸ جزئیات | امارات متحده عربی | ایران        | ۴ – ۲        | روسیه        | برزیل    | ۵ – ۳                 | مصر        |
| ۲۰۱۹ جزئیات | امارات متحده عربی | ایران        | ۶ – ۳        | اسپانیا      | امارات   | ۲ – ۱                 | روسیه      |
| ۲۰۲۱ جزئیات | امارات متحده عربی | روسیه        | ۳ – ۲        | ایران        | سنگال    | ۷ – ۴                 | پرتغال     |
| ۲۰۲۲ جزئیات | امارات متحده عربی | ایران        | ۲ – ۱        | برزیل        | پاراگوئه | ۴ – ۱                 | امارات     |

## آمارهای حضور

### تیم‌های موفق
| #  | تیم      | قهرمان                     | نایب قهرمان          | مقام سوم           | مقام چهارم     | مجموع |
| -- | -------- | -------------------------- | -------------------- | ------------------ | -------------- | ----- |
| ۱  | روسیه    | ۴ (۲۰۱۱, ۲۰۱۲, ۲۰۱۵، ۲۰۲۱) | ۳ (۲۰۱۳, ۲۰۱۴, ۲۰۱۸) | ۱ (۲۰۱۶)           | ۲ (۲۰۱۷,۲۰۱۹)  | ۱۰    |
| ۲  | ایران    | ۴ (۲۰۱۳, ۲۰۱۸, ۲۰۱۹, ٢٠٢٢) | ۲ (۲۰۱۶، ۲۰۲۱)       | ۲ (۲۰۱۵, ۲۰۱۷)     | ۱ (۲۰۱۴)       | ۹     |
| ۳  | برزیل    | ۳ (۲۰۱۴, ۲۰۱۶, ۲۰۱۷)       | ۳ (۲۰۲۲،۲۰۱۱،۲۰۱۲)   | ۱(۲۰۱۸)            | –              | ۷     |
| ۴  | پرتغال   | –                          | ۱ (۲۰۱۷)             | ۱ (۲۰۱۴)           | ۱ (۲۰۲۱)       | ۳     |
| ۵  | تاهیتی   | –                          | ۱ (۲۰۱۵)             | –                  | ۱ (۲۰۱۶)       | ۲     |
| ۶  | اسپانیا  | -                          | ۱(۲۰۱۹)              | -                  | -              | ۱     |
| ۷  | امارات   | –                          | –                    | ۳ (۲۰۱۲٬۲۰۱۳٬۲۰۱۹) | 2 (۲۰۱۱, 2022) | 5     |
| ۸  | سوئیس    | –                          | –                    | ۱ (۲۰۱۱)           | ۱ (۲۰۱۳)       | ۲     |
| ۹  | سنگال    | –                          | –                    | ۱ (۲۰۲۱)           | –              | ۱     |
| ۱۰ | مصر      | –                          | –                    | –                  | ۲ (۲۰۱۵, ۲۰۱۸) | ۲     |
| ۱۱ | نیجریه   | –                          | –                    | –                  | ۱ (۲۰۱۲)       | ۱     |
| 12 | پاراگوئه |                            |                      | 1(2022)            |                | 1     |

### موفقیت بر پایه کنفدراسیون
|       | کنفدراسیون فوتبال آسیا | کنفدراسیون فوتبال آفریقا | کونکاکاف | کونمبول | کنفدراسیون فوتبال اقیانوسیه | یوفا | مجموع |
| ----- | ---------------------- | ------------------------ | -------- | ------- | --------------------------- | ---- | ----- |
| تیم‌ها | ۱۷                     | ۸                        | ۸        | ۹       | ۵                           | ۱۷   | ۶۴    |
| Top 4 | ۹                      | ۳                        | ۰        | ۶       | ۲                           | ۱۲   | ۳۲    |
| Top 2 | ۳                      | ۰                        | ۰        | ۵       | ۱                           | ۷    | ۱۶    |
| ۱ام   | ۴                      | ۰                        | ۰        | ۳       | ۰                           | ۴    | ۱۱    |
| ۲ام   | ۲                      | ۰                        | ۰        | ۳       | ۱                           | ۵    | ۱۱    |
| 3ام   | ۵                      | ۱                        | ۰        | ۲       | ۰                           | ۳    | ۱۱    |
| ۴ام   | ۳                      | ۳                        | ۰        | ۰       | ۱                           | ۴    | ۱۱    |

### جدول رده‌بندی کلی
As of 2018
| مکان | تیم                 | حضورها | بازی‌ها | W  | W+ | WP | L  | گل زده | گل خورده | تفاضل گل | امتیازات | میانگین امتیازات |
| ---- | ------------------- | ------ | ------ | -- | -- | -- | -- | ------ | -------- | -------- | -------- | ---------------- |
| ۱    | برزیل               | ۶      | ۳۵     | ۲۶ | ۲  | ۱  | ۶  | ۲۰۹    | ۱۰۵      | +۱۰۴     | ۸۳       | ۲٫۳۷             |
| ۲    | روسیه               | ۸      | ۴۰     | ۲۴ | ۳  | ۳  | ۱۰ | ۲۰۷    | ۱۲۹      | +۷۸      | ۸۱       | ۲٫۰۳             |
| ۳    | ایران               | ۷      | ۳۰     | ۱۷ | ۰  | ۵  | ۸  | ۱۱۱    | ۸۵       | +۲۶      | ۵۶       | ۱٫۸۷             |
| ۴    | امارات متحدهٔ عربی   | ۸      | ۴۰     | ۱۶ | ۱  | ۱  | ۲۲ | ۱۲۸    | ۱۶۷      | –۳۹      | ۵۱       | ۱٫۲۸             |
| ۵    | پرتغال              | ۳      | ۱۵     | ۸  | ۰  | ۱  | ۶  | ۵۲     | ۵۱       | +۱       | ۲۵       | ۱٫۶۷             |
| ۶    | مصر                 | ۴      | ۲۰     | ۷  | ۱  | ۰  | ۱۲ | ۸۰     | ۹۸       | –۱۸      | ۲۳       | ۱٫۱۵             |
| ۷    | تاهیتی              | ۵      | ۲۱     | ۷  | ۱  | ۰  | ۱۳ | ۸۶     | ۱۰۸      | –۲۲      | ۲۳       | ۱٫۱              |
| ۸    | سوئیس               | ۳      | ۱۳     | ۵  | ۱  | ۱  | ۶  | ۷۷     | ۶۶       | +۱۱      | ۱۸       | ۱٫۳۸             |
| ۹    | مکزیک               | ۴      | ۱۸     | ۴  | ۰  | ۰  | ۱۴ | ۵۴     | ۷۲       | –۱۸      | ۱۲       | ۰٫۶۷             |
| ۱۰   | نیجریه              | ۲      | ۸      | ۳  | ۰  | ۰  | ۵  | ۳۶     | ۴۶       | –۱۰      | ۹        | ۱٫۱۳             |
| ۱۱   | مراکش               | ۲      | ۱۰     | ۲  | ۱  | ۰  | ۷  | ۳۵     | ۴۴       | –۹       | ۷        | ۰٫۷              |
| ۱۲   | پاراگوئه            | ۱      | ۵      | ۲  | ۰  | ۰  | ۳  | ۱۲     | ۱۵       | –۳       | ۶        | ۱٫۲              |
| ۱۳   | ژاپن                | ۲      | ۸      | ۲  | ۰  | ۰  | ۶  | ۳۳     | ۴۱       | –۸       | ۶        | ۰٫۷۵             |
| ۱۴   | ایالات متحده آمریکا | ۴      | ۱۸     | ۲  | ۰  | ۰  | ۱۶ | ۴۹     | ۱۱۳      | –۶۴      | ۶        | ۰٫۳۳             |
| ۱۵   | لهستان              | ۱      | ۵      | ۱  | ۰  | ۲  | ۲  | ۱۷     | ۱۸       | –۱       | ۵        | ۱                |
| ۱۶   | اسپانیا             | ۱      | ۵      | ۱  | ۰  | ۰  | ۴  | ۲۴     | ۲۲       | +۲       | ۳        | ۰٫۶              |
| ۱۷   | ایتالیا             | ۱      | ۵      | ۱  | ۰  | ۰  | ۴  | ۲۲     | ۲۹       | –۷       | ۳        | ۰٫۶              |
| ۱۸   | عمان                | ۱      | ۳      | ۰  | ۰  | ۰  | ۳  | ۶      | ۱۶       | –۱۰      | ۰        | ۰                |
| ۱۹   | آرژانتین            | ۱      | ۵      | ۰  | ۰  | ۰  | ۵  | ۱۴     | ۲۷       | –۱۳      | ۰        | ۰                |

کلید:
Appearances App / برد در زمان عادی W = ۳ امتیاز / برد در وقت اضافه W+ = ۲ امتیاز / برد در ضربات پنالتی WP = ۱ امتیاز / Lost L = ۰ امتیاز

### جدول زمانی عملکرد و حضورها
کلید
| - 1ام — قهرمان - 2ام — نایب قهرمان - 3ام — مقام سوم - ۴ام — مقام چهارم - ۵ام–۸ام — مقام پنجم تا هشتم | - × — Did not participate - — میزبانان - — Reigning world champions - Apps — حضورها |

| تیم‌ها\ سال‌ها        | ۲۰۱۱ | ۲۰۱۲ | ۲۰۱۳ | ۲۰۱۴ | ۲۰۱۵ | ۲۰۱۶ | ۲۰۱۷ | ۲۰۱۸ | حضورها |
| ------------------- | ---- | ---- | ---- | ---- | ---- | ---- | ---- | ---- | ------ |
| آرژانتین            | ×    | ×    | ×    | ×    | 8th  | ×    | ×    | ×    | ۱      |
| برزیل               | 2nd  | 2nd  | 5th  | 1st  | ×    | 1st  | 1st  | 3rd  | ۷      |
| مصر                 | ×    | ×    | ×    | ×    | 4th  | 6th  | 6th  | 4th  | ۴      |
| ایران               | ×    | ×    | 1st  | 4th  | 3rd  | 2nd  | 3rd  | 1st  | ۶      |
| ایتالیا             | ×    | ×    | 6th  | ×    | ×    | ×    | ×    | ×    | ۱      |
| ژاپن                | ×    | 7th  | ×    | 7th  | ×    | ×    | ×    | ×    | ۲      |
| مکزیک               | 6th  | ×    | 7th  | ×    | 7th  | ×    | 8th  | ×    | ۴      |
| مراکش               | ×    | ×    | 8th  | 5th  | ×    | ×    | ×    | ×    | ۲      |
| نیجریه              | 5th  | 4th  | ×    | ×    | ×    | ×    | ×    | ×    | ۲      |
| عمان                | 7th  | ×    | ×    | ×    | ×    | ×    | ×    | ×    | ۱      |
| پاراگوئه            | ×    | ×    | ×    | ×    | ×    | ×    | 7th  | ×    | ۱      |
| لهستان              | ×    | ×    | ×    | ×    | ×    | 5th  | ×    | ×    | ۱      |
| پرتغال              | ×    | ×    | ×    | 3rd  | 6th  | ×    | 2nd  | ×    | ۳      |
| روسیه               | 1st  | 1st  | 2nd  | 2nd  | 1st  | 3rd  | 4th  | 2nd  | ۸      |
| اسپانیا             | ×    | ×    | ×    | ×    | ×    | ×    | ×    | 6th  | ۱      |
| سوئیس               | 3rd  | 5th  | 4th  | ×    | ×    | ×    | ×    | ×    | ۳      |
| تاهیتی              | 8th  | 6th  | ×    | ×    | 2nd  | 4th  | ×    | 8th  | ۵      |
| امارات متحدهٔ عربی   | 4th  | 3rd  | 3rd  | 6th  | 5th  | 7th  | 5th  | 7th  | ۸      |
| ایالات متحده آمریکا | ×    | 8th  | ×    | 8th  | ×    | 8th  | ×    | 5th  | ۴      |

### جوایز
| سال  | آقای گل         | بهترین بازیکن    | بهترین دروازه‌بان |
| ---- | --------------- | ---------------- | ---------------- |
| ۲۰۱۱ | دژان استانکوویچ | دژان استانکوویچ  | مائو             |
| ۲۰۱۲ | فرناندو         | ایگور شایکوف     | آندری بوخلیتسکی  |
| ۲۰۱۳ | دژان استانکوویچ | محمد احمدزاده    | آندری بوخلیتسکی  |
| ۲۰۱۴ | برونو خاویر     | مائو             | مائو             |
| ۲۰۱۴ | دیمیتری شیشین   | مائو             | مائو             |
| ۲۰۱۴ | محمد احمدزاده   | مائو             | مائو             |
| ۲۰۱۴ | تاکاسوکه گوتو   | مائو             | مائو             |
| ۲۰۱۵ | محمد کمال       | یوری کراشنینیکوف | حمید عبدوالبشی   |
| ۲۰۱۶ | برونو خاویر     | برونو خاویر      | پیمان حسینی      |
| ۲۰۱۷ | ژردن سانتوس     | رودریگو          | مائو             |
| ۲۰۱۸ | فدور زمسکوف     | رودریگو          | حمید بهزادپور    |
| ۲۰۱۹ | امیرحسین اکبری  | رودریگو          | محمد جاسم        |
| ۲۰۲۱ | چیکی            | بوریس نیکونوروف  | حمید بهزادپور    |
| ۲۰۲۲ | کارلوس کاربایو  | امیرحسین اکبری   | حمید بهزادپور    |